# SimpleScreenRecorder
SimpleScreenRecorder é um software de screencast baseado em Qt feito para Linux, que foi criado como uma alternativa mais simples para programas como o FFmpeg, avconv e VLC.

## Recursos
SimpleScreenRecorder pode capturar um vídeo-áudio de toda a tela do computador ou parte dele, ou capturar aplicativos OpenGL tais como jogos de vídeo diretamente. O programa sincroniza o vídeo capturado e áudio corretamente, reduz a taxa de quadros do vídeo, se o computador do for muito lento, e é totalmente multithreaded. Os usuários podem pausar e continuar a gravação clicando em um botão ou pressionar uma tecla de atalho. O programa também pode mostrar estatísticas sobre o desempenho do computador durante a gravação. O programa permite aos usuários selecionar opções para a captura de tela, tais como "Siga o cursor' e 'Gravar o cursor'. SimpleScreenRecorder pode dar saída de áudio e vídeo em muitos formatos de arquivo. Essas codificações de vídeo e de áudio também são personalizáveis. A resolução e taxa de quadros do vídeo resultante pode ser definido antes da gravação, assim como a qualidade de áudio de vídeo.

## Comparação com outros software de screencast
SimpleScreenRecorder tem sido descrito como o Fraps do Linux.
Quando  grava aplicações ou jogos OpenGL, SimpleScreenRecorder é capaz de mostrar um comando de biblioteca após o lançamento para facilitar a correta captura da tela. SimpleScreenRecorder não requer um grande cache de disco como glc, onde glc requer um processo de duas etapas, a fim de criar um manuseável e finalizado ficheiro multimídia. ScreenRecorder codifica "on the fly" enquanto a tela está sendo gravada, e um arquivo de multimídia pode ser "salvo" depois que o usuário clica no botão "Salvar a gravação".